# 罗德西亚国旗
罗德西亚的国旗为一面绿色、白色、绿色相间的旗帜，白色部分为罗德西亚国徽。
罗德西亚在殖民地时期曾使用多面基于英国蓝船旗的旗帜，1965年11月11日通过《单边独立宣言》宣布独立后，由于仍尊崇英国女王，国旗仍使用殖民地时期的蓝色旗帜。1968年在《单边独立宣言》发表三周年纪念日时通过了新旗帜。这面旗帜为绿、白、绿相间的旗帜（与尼日利亚国旗类似）中间为国徽。1970年3月2日，罗德西亚宣布成为共和国，此后英国拒绝承认罗德西亚的独立地位同时拒绝承认这面国旗。至1979年6月，白人政府與黑人武裝分子妥協，成立辛巴威羅德西亞臨時政府，這些旗便不再使用。

## 历史
- 南罗德西亚旗
1923年–1964年
英國殖民地
- 羅德西亞與尼亞薩蘭聯邦旗
1953年–1963年
罗德西亚在這段期間是該聯盟的一部分，故使用該旗
- 罗德西亚
1964年–1968年
浅蓝色来自英国皇家空军旗帜的颜色，这是首个采用非传统蓝船旗颜色的英国殖民地，随后图瓦卢和斐济也使用了浅蓝色旗帜。此旗的使用時間橫跨擅自獨立前後
- 辛巴威羅德西亞旗
1979年6月至12月
1979年，白人政府與黑人武裝分子妥協，成立臨時政府，並準備由英國重新暫管，期間使用此旗。英國暫管期間，名義上使用1923年–1964年的旗，實際上在仍使用此旗，至1980年4月辛巴威獲國際認可地獨立